# Tatouage de la cornée

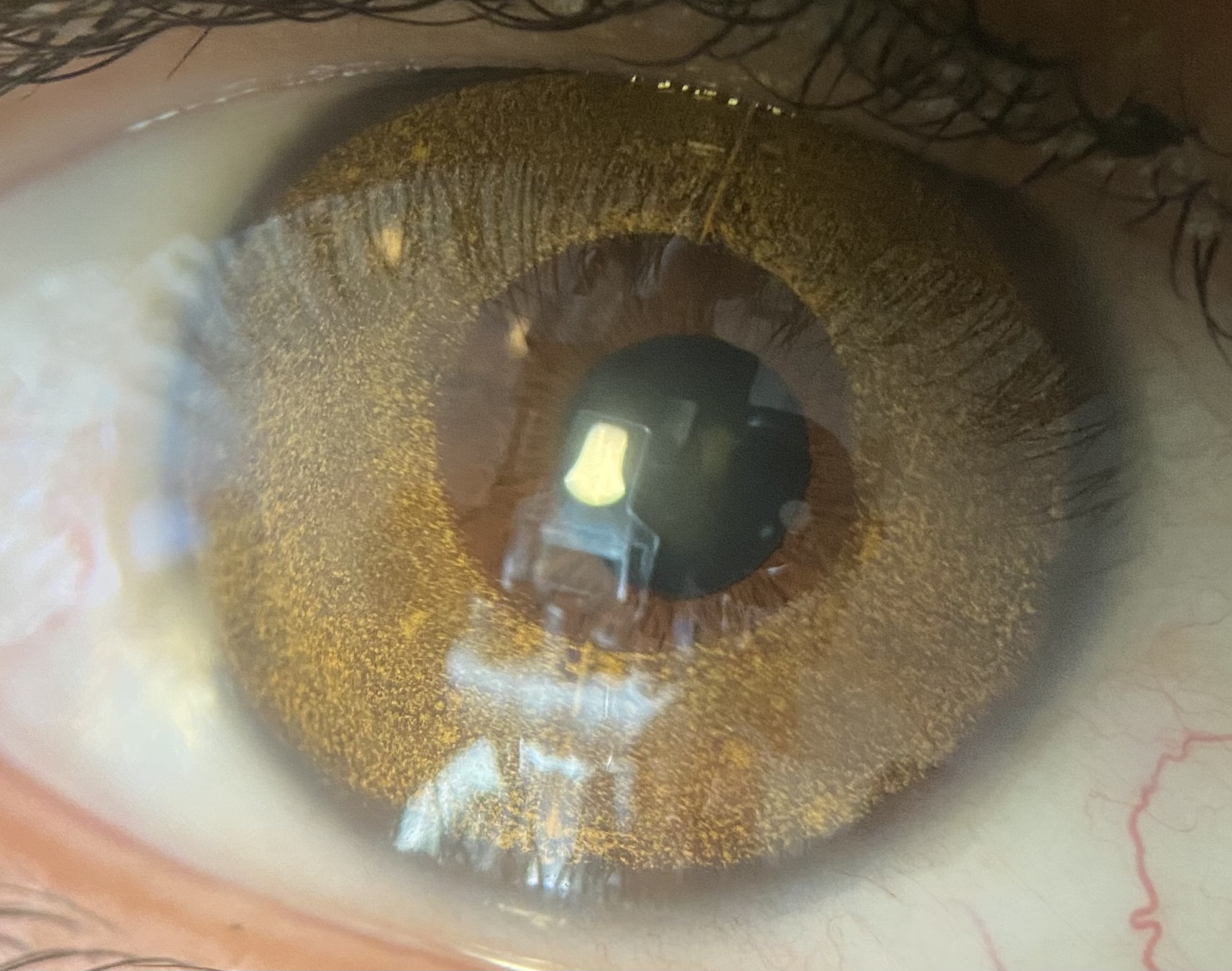
Tatouage cornéen réalisé au moyen d'un laser femto-seconde. Couleur miel-dorée

Le tatouage de la cornée (ou kératopigmentation) est la pratique du tatouage de la cornée sur l'œil humain. Cette pratique peut être à but esthétique ou viser l'amélioration de la vue. De nombreuses méthodes et procédures existent aujourd'hui, mais les conditions relatives à la sécurité ou à la réussite de cette pratique sont encore discutées.

## Buts du tatouage de la cornée
Les raisons de se faire tatouer la cornée peuvent varier d'un patient à l'autre. La plupart des patients reçoivent ce traitement pour modifier l'apparence esthétique de leurs yeux à la suite d'une maladie ou d'un accident. Ce traitement peut également être administré dans le cadre de traitements liés à l'optique, afin de diminuer les faiblesses liées à l'éblouissement à l'intérieur de l'iris. Le changement d'opacité de la cornée est la principale raison qui motive le tatouage de l’œil à but esthétique. Il peut aussi s'agir de patients sains désirant modifier la couleur de leurs yeux.

### Reconstruction à des fins esthétiques
La principale raison pour laquelle le tatouage de la cornée est utilisé est de modifier l'apparence de l'œil du point de vue cosmétique. Généralement, l'utilisation de cette modification consiste à altérer l'opacité de la cornée. Une opacité de la cornée peut être causée par un leucome, une kératite ou une cataracte (une lésion de la cornée crée une zone opaque ou semi-transparente sur l'œil) . Ces opacités peuvent être gênantes pour les patients dans leur vie quotidienne du point de vue de leur aspect esthétique. Le tatouage de la cornée peut modifier une décoloration ou atténuer une opacité jusqu'à la couleur normale des yeux. La plupart des médecins sont d'accord pour dire que la procédure ne doit être effectuée que sur des patients qui ont perdu la vue ou qui n’espèrent pas la récupérer.

### Raisons optiques
Le tatouage de la cornée peut être effectué quand il implique une amélioration de la vue. Selon le Dr Samuel Lewis Ziegler, les cas auxquels s'applique ce traitement comprennent de l'albinisme, une aniridie, des colobomes, ou encore l'iridodialyse ou des kératocône, ou encore une nébulisation diffuse de la cornée. Le tatouage de la cornée est également effectué sur les patients qui possèdent encore la vue afin de réduire l'éblouissement symptomatique lié à de grandes iridectomies ou à une perte traumatique de l'iris.

### Raisons purement esthétiques
La kératopigmentation à but purement esthétique est une intervention de plus en plus souvent pratiquée chez les patients désirant changer la couleur de leurs yeux.

## Historique du tatouage de la cornée
Le tatouage de la cornée est pratiqué depuis près de 2 000 ans, sa première mention est de Galien, un médecin du IIe siècle. Les méthodes de tatouage de la cornée ont été pratiquées plus souvent selon les périodes historiques, et ont sombré dans l'oubli au long d'autres, mais dans l'ensemble, les méthodes ont évolué à travers l'histoire.

### Pratique ancienne
Galien de Pergame, un médecin et philosophe Romain, décrit pour la première fois le tatouage de la cornée en 150 après J.-C. La même procédure a été décrite plus tard par Aetius, en 450 après j.-c. en tant que tentative de masquer l'opacité de l’œil liée à un leucome. Les deux médecins cautérisent la surface de la cornée avec un stylet chauffé. Après la cautérisation, ils vont appliquer de la teinture sur l'œil, à l'aide d'une variété de colorants, comme de la poudre noix de Galle et du fer (voir de l'encre ferro-gallique) ou de la poudre d'écorce de grenade mélangé avec du sel de cuivre. Ceci teindrait alors la cornée, corrigeant l'aspect esthétique de l'œil du patient. D'autres sources ont indiqué que Galen pourrait avoir utilisé du sulfate de cuivre. Cette procédure a été probablement utilisée uniquement sur les patients avec un leucome conséquent de la cornée.

### Développement des procédures
Après la référence au tatouage cornéen de Galien au IIe siècle, la pratique n'est pas mentionnée jusqu'en 1869, lorsque le chirurgien oculaire Louis Von Wecker (aussi connu sous le nom de De Wecker) a introduit une nouvelle méthode. Il a été le premier à utiliser le noir d'encre de Chine pour tatouer un leucome oculaire. Il a appliqué de la cocaïne à l'œil en tant qu'anesthésique topique, et a recouvert la cornée avec une couche épaisse d'encre, puis inséré un pigment dans le tissu cornéen en le rainurant de manière oblique à l'aide d'une aiguille. Sa méthode a influencé toutes les méthodes postérieures.
Ziegler cite plusieurs médecins qui ont contribué au développement de tatouage de la cornée. Certains ont créé de nouveaux instruments pour améliorer le processus de tatouage. Taylor est à l'origine d'une méthode de ce genre. Il a mis au point un faisceau d'aiguilles pour tatouer l'œil, au lieu d'utiliser une seule aiguille; De Wecker a trouvé cette méthode plus pratique. En 1901, Nieden introduit une méthode utilisant une aiguille de tatouage basée sur l'idée d'un stylo, ou quelque chose de similaire au crayon électrique Edison . Il a conclu que l'usage d'une aiguille électrique est plus rapide et fiable que les méthodes traditionnelles de tatouage. Un autre médecin, Armaignac, a utilisé un petit entonnoir qui se fixe à la cornée par trois petits points. Il mettait ensuite de l'encre de Chine dans l'instrument et le tatouait avec une aiguille. Armaignac a affirmé que sa méthode produit une pupille parfaitement ronde en une seule séance. D'autres médecins, comme Victor Morax, n'ont pas tatoué la cornée, mais ont changé son apparence à l'aide d'autres méthodes. Morax choisis de diviser le tissu cornéen en deux couches verticales, d'introduire une substance colorante sous le volet du pédicule et de placer un pansement compressif sur l’œil. Plusieurs méthodes ont été présentées au cours de l'histoire, évoluant de manière collective en plusieurs méthodes traditionnelles qui ont fait leurs preuves en tant que méthodes les plus efficaces à ce jour.

## Différentes méthodes

### Méthodes
Plusieurs méthodes existent aujourd'hui. Généralement, dans la plupart des procédures, un agent colorant est appliqué directement sur la cornée. Le médecin insère alors une aiguille dans l'œil pour injecter le colorant dans la cornée. Tous les médecins sont d'accord pour dire que le tatouage doit être injecté intrinsèquement ou latéralement, ce qui donne un aspect uniforme et réduit la probabilité d'irritation de l'œil.
Les méthodes utilisées pour appliquer l'encre sur la cornée diffèrent. Dans une des méthodes, le médecin applique l'encre dans le stroma de la cornée en le perçant de manière répétée, couvrant l'aiguille avec de l'encre à chaque fois. Dans une autre méthode, le médecin couvre une spatule à trois côtés avec de l'encre avant chaque perforation. Il applique alors l'encre sur la partie antérieure du stroma cornéen avec chaque perforation. Samuel Theobald insère d'abord une aiguille dans l'œil puis la roule dans de l'encre avec un curet Daviel. Cela permettrait d'éviter d'obscurcir le champ opératoire, problème souvent rencontré par les autres médecins, et dispense d'irriguer de manière régulière l’œil comme il est parfois nécessaire.
Une autre méthode récente, présentée par Arif O. Khan et David Meyer dans un article publié par l’American Journal of Ophthalmology, suggère le retrait de l'épithélium de la cornée en premier. Le médecin place alors un morceau de papier filtre imbibé de chlorure de platine à 2% sur la zone pendant deux minutes, suivi par un deuxième morceau de papier filtre imbibé d'hydrazine à 2% appliqué pendant 25 secondes. William Thomson pratique le tatouage de la cornée en suivant une méthode similaire à celle de Nieden. Il utilise un petit stylo métallique fabriqué par Joseph Gillott, avec la pointe insérée dans la surface de découpe. Le baril du stylo reçoit l'encre nécessaire pour l'ensemble de l'opération, évitant ainsi de devoir recharger l'encre ou en récupérer sur l'aiguille. Cette méthode permettrait d'éviter les inconvénients des autres méthodes qui empêchaient le médecin de contrôler la zone où l'encre se propage, ce qui l'empêchait de distinguer clairement la cornée du patient. Une pléthore de méthodes existent aujourd'hui, avec des variantes de techniques et d'instruments.
Plus récemment Jorge Alió a décrit une technique associant la kératopigmentation et l'utilisation d'un laser femtoseconde dans le traitement de l'atrophie essentielle de l'iris. Cette technique a été utilisée la première fois dans un but purement cosmétique sur des yeux sains par Francis Ferrari.

### Les différentes encres
Beaucoup de types différents d'encres sont utilisés à travers l'histoire pour teindre la cornée. Aujourd'hui, l'encre de chine est la plus couramment utilisée, du fait de son effet de longue durée fiable, mais on utilise aussi d'autres colorants de couleurs métalliques sous forme de poudre, divers colorants organiques, et de l'uvée qu'on trouve dans les yeux des animaux. Deux méthodes différentes existent: la teinture chimique avec de l'or ou du chlorure de platine et l'imprégnation au carbone.
Walter Sekundo et coll., dans le British Journal of Ophthalmology, déclare que la teinture chimique est plus facile et plus rapide d'utilisation que l'imprégnation au carbone, mais s'estompe plus rapidement que les tatouages non-métallique. L'Occident utilise principalement la teinture chimique. Certains colorants chimiques couramment utilisés sont le chlorure de platine ou d'or, qui fournissent une tache d'un noir de jais.
L’imprégnation au carbone inclut l'utilisation d'encre de Chine, de noir d'Inde, de noir de carbone, ainsi que d'autres colorants d'origine organique. Snejina Vassileva et Evgeniya Hristakieva, tous deux membres de faculté dans des universités en Bulgarie déclarent que l'utilisation d'encre de Chine est saine et que ses effets sont de longue durée quand elle est diluée de la bonne manière. Elle est aujourd'hui la plus utilisée.

## Avantages et inconvénients
Les principaux avantages du tatouages de la cornée incluent le succès d'une procédure chirurgicale et un rétablissement rapide. Ji-Eun Lee et al., dans un article de Acta Ophthalmologica Scandinavica, écrit, "Le tatouage de la cornée par injection intrastroma d'encre de Chine dans l'espace de la membrane amniotique consiste en une procédure très pratique pour une opération à but de reconstruction cosmétique." Souvent, le processus débouche sur une réussite totale et réduit les perturbations esthétiques relatives à toute opacité de la cornée. Le tatouage de la cornée peut aussi contribuer à réduire l'éblouissement dans l’œil dû à la perte de l'iris et améliorer l'acuité visuelle. J.N. Roy, un professeur de l'Université de Montreal a écrit dans le Canadian Medical Association Journal, “Placer un bandage sur l’œil tatoué n'est pas nécessairement indiqué; l'usage de verres teintés ordinaires est amplement suffisant.” Les traitements post-opératoires, selon Roy, se limitent au port de verres teintés.

### Inconvénients
Les inconvénients relatifs au tatouage de la cornée sont les difficultés de réalisation et les risques qu'entraîne la procédure. Devenir aveugle à la suite d'une tentative de coloration est une possibilité. Le tatouage de la cornée est une procédure qui est très difficile à réaliser de manière précise. Souvent, la zone tatouée pâlit après quelque temps et reste rarement colorée de manière permanente. La taille de la zone tatouée peut aussi réduire au fil du temps. Quelquefois, les résultats n'atteignent pas l'effet escompté, et l’œil peut nécessiter d'être re-tatoué. Les résultats peuvent aussi disparaître très rapidement à cause des multiples incisions, et les lacérations peuvent causer des érosions récurrentes de la cornée. Pour finir, le tatouage de la cornée ne s'applique pas à tous les types de leucomes. J.N. Roy déclare, « Tous les leucomes ne réagissent pas de la même manière à l'intervention, qui ne doit être réalisée que sur les yeux présentant des cicatrices vieilles, régulières et plates au niveau de la cornée. ». De plus, les dangers liés au tatouage de la cornée sont considérables. Certains patients se plaignent de sensations de gêne accompagnées de rougeurs. L'encre peut ne pas rester dans la cornée et causer une kératite. D'autres complications possibles incluent « une réaction toxique, une iridocyclite, un défaut persistant de l'epithelium, et l'ulcération de la cornée. » Pour résumer, le tatouage de la cornée peut ne pas toujours fonctionner, les médecins rencontrent alors des problèmes comme le pâlissement, la réduction en taille de la zone tatouée, des complications ou encore des résultats de courte durée.

## Les progrès de la technologie
De nouvelles avancées dans la technologie ont réduit le nombre d'utilisations du tatouage de la cornée au fil des ans. À la place, certaines des méthodes suivantes sont utilisées pour dissimuler des cicatrices sur la cornée : la greffe de la cornée, les techniques de kératoplastie, ainsi que l'usage de lentilles de contact teintées. De plus, les progrès de la technologie ont diminué la probabilité de développement d'un leucome important de la cornée , grâce à la chimiothérapie, aux antibiotiques, et à l'arrêt de "prises de mesures héroïques thérapeutiques." Bien que ces progrès de la technologie ont diminué la popularité de tatouage de la cornée, certains le pratiquent encore. Sekundo et coll. croient même que la combinaison des nouvelles technologies et des techniques anciennes pourraient augmenter la popularité du tatouage à l'avenir.